# Casaluce
Casaluce é uma comuna italiana da região da Campania, província de Caserta, com cerca de 9.559 habitantes. Estende-se por uma área de 9 km², tendo uma densidade populacional de 1062 hab/km². Faz fronteira com Aversa, Frignano, San Tammaro, Santa Maria Capua Vetere, Teverola.

## Demografia
| Variação demográfica do município entre 1861 e 2011                               |
|                                                                                   |
| Fonte: Istituto Nazionale di Statistica (ISTAT) - Elaboração gráfica da Wikipedia |